# Zhang Chunqiao
Zhang Chunqiao (張春橋T, 张春桥S, Zhāng ChūnqiáoP, Chang Chun-chiaoW; Heze, 1º febbraio 1917 – Pechino, 21 aprile 2005) è stato un politico, giornalista e critico letterario cinese, membro della Banda dei Quattro.

## Biografia

### Educazione e prime attività
Originario di Hezhe, nella provincia settentrionale dello Shandong, Zhang Chunqiao completò gli studi a Jinan, dove cominciò a interessarsi di letteratura. Negli anni '30 fece parte per qualche tempo di un gruppo letterario locale, la Società Huati (华蒂社, dall’inglese what), sotto l’ombrello della Società delle Camicie Azzurre, anche se successivamente affermò di essere stato coinvolto nelle attività di questa organizzazione a propria insaputa. Alla fine degli anni '70 sarebbe stato accusato di avere attivamente partecipato agli scopi del gruppo e tacciato di essere un agente del Kuomintang, al quale la Società apparteneva.
Zhang si trasferì a Shanghai nel 1935 e qui cominciò a partecipare ai dibattiti di critica letteraria in corso, allineandosi con gli scrittori di sinistra e sostenendo in particolare la letteratura di difesa nazionale proposta da Zhou Yang. Sempre nei tardi anni '70 gli sarebbe stato recriminato un «attacco frenetico» contro Lu Xun, in quanto questi difese lo scrittore Xiao Jun da una critica rivoltagli da un allora diciannovenne Zhang Chunquao sulla rivista Huoju il 15 marzo 1936, secondo la quale l’autore non aveva rappresentato la vita dello Shanbei in modo sufficientemente realistico.

### L’ingresso nel PCC
Nel 1936 Zhang si iscrisse al Partito Comunista Cinese. Tuttavia, allora i comunisti di Shanghai avevano perso i contatti con il resto del partito ed era stata aperta una commissione diretta da Song Zhending e Lin Fusheng per l’ammissione di nuovi richiedenti; in seguito, la commissione fu sciolta e Zhang dovette nuovamente richiedere l’ammissione nel 1938, dopo essere giunto a Yan’an nel gennaio di quell’anno. Raggiunse la base comunista dopo avere lasciato Shanghai a seguito dell’invasione giapponese e avere brevemente soggiornato a Jinan presso Zhao Fucheng, camicia azzurra amico di suo padre (dopo l’arresto questo fatto rinforzò l’accusa che Zhang fosse una spia nazionalista).
All’interno della Zona di confine Shanxi-Chahar-Hebei continuò a lavorare come giornalista, occupando incarichi importanti nei principali giornali della regione finché non tornò a Shanghai nel 1949 a seguito dell’Esercito Popolare di Liberazione (EPL). Con la fondazione della Repubblica Popolare Cinese ricoprì posizioni simili, lavorando in particolare al Jiefang Ribao, di cui fu anche direttore negli anni 50. Fu notato da Mao Zedong, allora impegnato a promuovere le comuni popolari, per l’articolo «Sbarazzarsi dell’ideologia del diritto borghese» (破除资产阶级法权思想), inizialmente apparso sul Jiefang Ribao e poi ripubblicato il 13 maggio 1958 sul Renmin Ribao per volontà dello stesso Mao.
Zhang entrò nel Comitato permanente del Comitato municipale di Shanghai del PCC nel gennaio 1959 dopo il II Congresso municipale del partito (dicembre 1958-gennaio 1959), dove fu anche direttore dell’Ufficio studi politici (1962-1965) e del Dipartimento di propaganda (1963-1965). A partire dal 1963 fu anche membro della Segreteria del Comitato municipale con responsabilità sulle attività culturali e di propaganda.

### La Rivoluzione culturale
In virtù di questa posizione, Zhang avviò un sodalizio con Jiang Qing e Yao Wenyuan nel 1965, in quanto favorì la pubblicazione dell’articolo di Yao, «Sul nuovo dramma storico La destituzione di Hai Rui», sulla rivista culturale shanghaiese Wen Hui Bao nel novembre di quell’anno. L’articolo era un attacco a Peng Zhen e fu la miccia della Rivoluzione culturale. Ciò portò al suo trasferimento a Pechino nel maggio 1966 come vicepresidente del neonato Gruppo centrale per la Rivoluzione culturale, entrando quindi nel nucleo di radicali alla testa del movimento.
A partire dal novembre 1966, Zhang protesse Wang Hongwen, giovane capo delle Guardie Rosse e delle fazioni ribelli rivoluzionarie di Shanghai, quando bloccò i collegamenti ferroviari fra Shanghai e Nanchino in protesta contro il Comitato municipale del PCC. Pur contravvenendo alle precise indicazioni di Zhou Enlai, la decisione di Zhang di non disperdere i manifestanti incontrò il consenso di Mao. Ciò portò in breve tempo alla tempesta di gennaio, quando le fazioni ribelli di Shanghai rovesciarono il segretario del PCC Chen Pixian e il sindaco Cao Diqiu. Benché inizialmente favorevole alla costituzione di una Comune di Shanghai, Zhang si adeguò alla formula del Comitato rivoluzionario, preferita da Mao, di cui divenne presidente, con Yao Wenyuan primo vicepresidente e Wang Hongwen secondo vicepresidente.
A seguito della propria elezione nell’Ufficio politico del PCC al IX Congresso nazionale nell’aprile 1969, Zhang fu, insieme a Yao, il principale teorico del PCC e la penna di importanti documenti quali i rapporti politici al IX Congresso e al X Congresso del PCC e la Costituzione della RPC del 1975. Il gruppo di Jiang Qing, Zhang e Yao fu oggetto di un attacco da parte della fazione di Chen Boda e Lin Biao nell’agosto-settembre 1970, ma ne uscì vittorioso grazie all’appoggio di Mao; Zhang stesso fu tra i nove massimi dirigenti eletti nel Comitato permanente dell'Ufficio politico dopo il X Congresso nel 1973. Dal 1970 fu anche membro del Gruppo dirigente per l’organizzazione e la propaganda diretto da Kang Sheng, dal quale prese in mano la gestione organizzativa del partito. Nel gennaio 1975 ricevette anche la carica di vice primo ministro, benché secondo di rango rispetto a Deng Xiaoping, e di direttore del Dipartimento politico generale dell'Esercito Popolare di liberazione (Deng fu parallelamente nominato capo di stato maggiore).
Si schierò con i radicali contro le politiche di Deng Xiaoping, che aveva sostituito di fatto il malato Zhou Enlai a capo del governo. Su istruzione di Mao, nell’ambito della «campagna di studio della dittatura del proletariato», il 1º aprile 1975 pubblicò sulla rivista teorica Hongqi l’articolo «Sull’esercizio della dittatura totale sulla borghesia» (论对资产阶级的全面专政)，il suo più largamente stimato articolo. In esso, riprendendo anche le sue precedenti argomentazioni contro il diritto borghese, spiegava le basi e l'entità della borghesia in Cina e sosteneva come la dittatura del proletariato dovesse essere esercitata in ogni campo, compresa la sovrastruttura culturale, per prevenire il revisionismo.

### L’arresto e il processo
Dopo la morte di Mao, avvenuta il 9 settembre 1976, Zhang fu arrestato, il 6 ottobre, insieme al resto della Banda dei Quattro. Espulso dal PCC per decisione del Comitato centrale nel luglio 1977, accanto all’accusa generale ai Quattro di avere tramato per prendere il potere, Zhang fu anche tacciato di essere un «agente segreto del Kuomintang».
Al processo contro la «cricca controrivoluzionaria Lin Biao-Jiang Qing», celebrato dal tribunale speciale della Corte suprema del popolo dal novembre 1980 al gennaio 1981, egli fu condannato a morte, insieme con Jiang Qing, ma la sentenza fu commutata con la carcerazione a vita. Venne rilasciato per motivi di salute nel 1998 e costretto a vivere nell'oscurità lontano da Shanghai.
Nel maggio 2005 un breve comunicato dell'Agenzia Nuova Cina annunciò che era morto di cancro il mese precedente.